# Ли Цзунжэнь
Ли Цзунжэнь (кит. упр. 李宗仁, пиньинь Lǐ Zōngrén) по прозванию Дэлинь (кит. 德鄰) (13 августа 1890 — 30 января 1969) — генерал НРА, глава «Новой гуансийской клики» милитаристов, первый вице-президент Китайской Республики, и. о. президента Китайской Республики в 1949—1950 годах.

## Биография

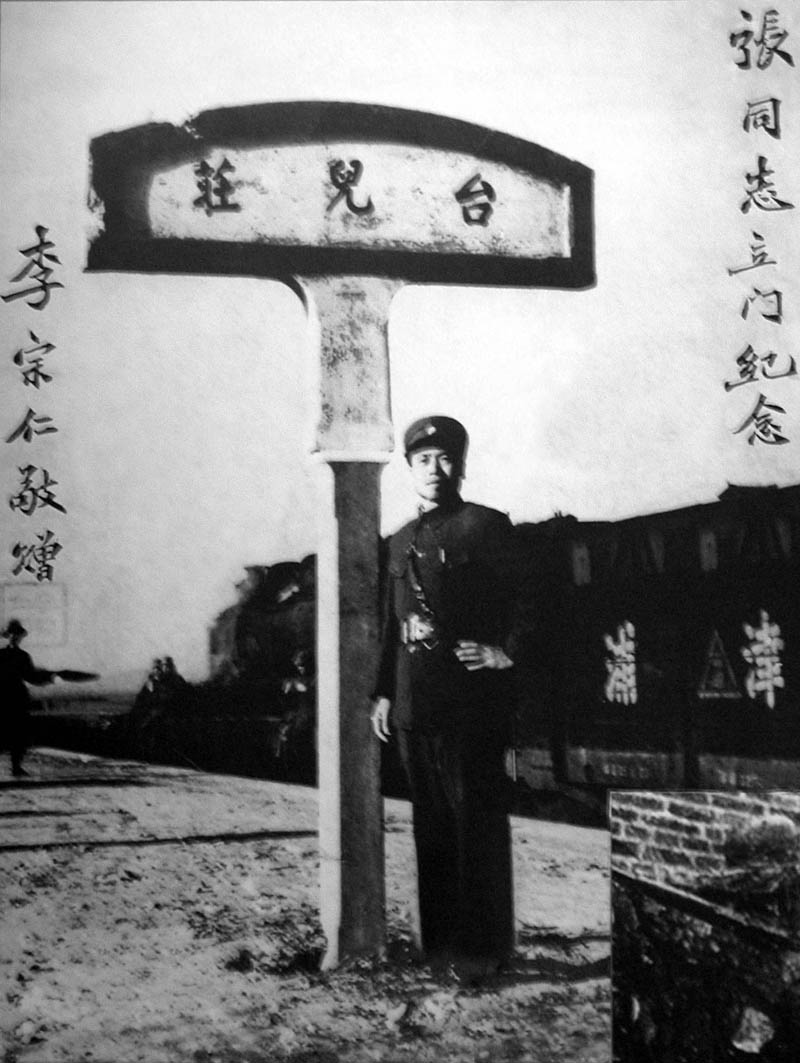
Ли позирует на фоне городского знака после успешной Битвы за Тайэрчжуан

Ли Цзунжэнь родился в деревне Сисян уезда Линьгуй Гуйлиньской управы тогдашней провинции Гуанси. С 1908 по 1911 год обучался в Начальном училище сухопутных войск провинции Гуанси (где в 1910 году вступил в Тунмэнхой), по окончании которого стал командиром взвода в войсках Лу Жунтина. За свои заслуги в локальных боестолкновениях в 1918 году стал командиром батальона.
В 1923 году Ли вступил в Гоминьдан. Весной 1924 года Ли Цзунжэнь, Бай Чунси и Хуан Шаосюн, объединив свои войска в «Армию умиротворения Гуанси», сформировали «Новую гуансийскую клику», и, разгромив Лу Жунтина и других представителей «Старой гуансийской клики», взяли провинцию Гуанси под свой контроль.
В марте 1926 года Ли Цзунжэнь стал командующим 7-й армией НРА, и в этом качестве принял участие в Северном походе. В сентябре 1926 года его войска вторглись в Цзянси и в трёх кровопролитных сражениях разгромили основные силы Сунь Чуаньфана. В апреле 1927 года Ли Цзунжэнь принял участие в организованных Чан Кайши антикоммунистических акциях. Во время раскола в Гоминьдане Ли Цзунжэнь поддержал нанкинское правительство Чан Кайши, и в итоге взял Ухань, в результате чего силы Гоминьдана вновь оказались под единым управлением.
В апреле 1928 года Ли Цзунжэнь был назначен командующим 4-й армейской группой, составленной из войск Новой гуансийской клики и бывших войск Тан Шэнчжи; в неё вошло 16 армий и 6 отдельных дивизий. Возобновив Северный поход, 4-я армейская группа взяла Бэйпин, Тяньцзинь и Шаньхайгуань, в результате чего Китай оказался объединённым под властью Нанкинского правительства.
После окончании Северного похода и объединения страны Чан Кайши начал стараться ограничить вольницу местных милитаристов, что привело к новым боевым действиям. В частности, в марте 1929 года, после войны между центральным правительством и Новой гуансийской кликой, разбитый Бай Чунси был вынужден бежать во Вьетнам, однако уже в ноябре того же года Бай Чунси, Ли Цзунжэнь, Хуан Шаосюн и Чжан Факуй, объединив усилия, заняли Гуанси и атаковали провинцию Гуандун. В 1930 году Бай Чунси и Ли Цзунжэнь, поддержав Фэн Юйсяна и Янь Сишаня, выступили против Чан Кайши в ходе Войны центральных равнин.
В сентябре 1931 года, после «инцидента 9-18», здоровые силы китайского общества начали искать пути к объединению, и Новая гуансийская клика решила достичь примирения с Центральным правительством. В апреле 1932 года Ли Цзунжэнь получил пост «Главного умиротворителя Гуанси», Бай Чунси стал его заместителем, и вместе с генерал-губернатором Гуанси Хуан Сюйчу они образовали правивший провинцией триумвират.
В мае 1936 года Бай Чунси, Ли Цзунжэнь и губернатор провинции Гуандун Чэнь Цзитан создали «Армию борьбы с Японией ради спасения государства», имея в виду на самом деле борьбу против Чан Кайши, однако из-за того, что Чан Кайши перевёл армию провинции Гуандун в другое место, выступление было отложено.
Во время японо-китайской войны Ли Цзунжэнь командовал войсками в ряде крупных сражений; в частности, именно под его командованием китайские войска поймали в ловушку японскую армию в ходе сражения при Сюйчжоу в 1938 году.
25 апреля 1948 года Национальная ассамблея Китайской Республики избрала Ли Цзунжэня вице-президентом Китайской Республики (предпочтя его Сунь Фо, которого поддерживал Чан Кайши). Когда 21 января 1949 года, после поражений в ходе гражданской войны, Чан Кайши подал в отставку, Ли Цзунжэнь стал исполняющим обязанности президента Китайской Республики.
Когда в апреле 1949 года Нанкин был взят НОАК, Ли перевёл правительство в Гуанчжоу. Ли намеревался нанести контрудар из Гуандуна, подобный Северному походу Гоминьдана 1926 года, однако Чан Кайши предпочитал сделать базой внутренние районы Китая, как во время японо-китайской войны. Поэтому в ноябре 1949 года, после падения Гуанчжоу, Чан Кайши перевёл правительство в Чунцин, а Ли Цзунжэнь сложил с себя полномочия и улетел в Нью-Йорк на лечение.
В декабре 1949 года после падения Чунцина Чан Кайши переместил резиденцию правительства в Тайбэй, однако не возобновлял формально своего президентства до 1 марта 1950 года. В январе 1952 года Чан Кайши приказал Исполнительному Юаню начать дело об импичменте Ли Цзунжэня в связи с невозможностью Ли исполнять свои обязанности, и в марте 1954 года Национальная ассамблея сместила его с поста вице-президента. При помощи Чжоу Эньлая 20 июля 1965 года Ли Цзунжэнь прибыл в Пекин и доживал свои дни в КНР.

## Семья
В 20 лет Ли Цзунжэнь женился на Ли Сювэнь, и у них родился сын Ли Юлинь, после чего они расстались. В 1924 году Ли женился на Го Дэцзе, умершей от рака вскоре после возвращения Ли в Пекин; у них родился сын Ли Чжишэн. В марте 1966 года Ли женился в третий раз, на Ху Юсун, которая была на 48 лет младше него. После смерти Ли Ху Юсун сменила имя на Ван Си, и вышла замуж вновь.